# San Juan Bawitz, Chilón
San Juan Bawitz är en ort i Mexiko.   Den ligger i kommunen Chilón och delstaten Chiapas, i den sydöstra delen av landet, 800 km öster om huvudstaden Mexico City. San Juan Bawitz ligger 1 169 meter över havet och antalet invånare är 204.
Terrängen runt San Juan Bawitz är kuperad åt nordost, men åt sydväst är den bergig. Runt San Juan Bawitz är det ganska glesbefolkat, med 43 invånare per kvadratkilometer. Närmaste större samhälle är Jet-Já, 4,5 km öster om San Juan Bawitz. I omgivningarna runt San Juan Bawitz växer i huvudsak städsegrön lövskog.